# Kolarska Odznaka Turystyczna
Kolarska Odznaka Turystyczna PTTK (KOT) – jedna z odznak turystyki kwalifikowanej ustanowiona przez Polskie Towarzystwo Turystyczno-Krajoznawcze. Jej celem jest popularyzacja turystyki kolarskiej. Zdobywać ją można bez ograniczeń wiekowych (po nowelizacji regulaminu w 2012 roku). Punkty na nią zalicza się odbywając wycieczki rowerowe, za udział w imprezach kolarskich oraz za zwiedzanie zabytków i parków narodowych.
Szczegóły dotyczące nowego (2012 r.) regulaminu znajdują się na stronie Komisji Kolarskiej Zarządu Głównego PTTK.

## Stopnie odznaki
Odznaka posiada siedem stopni:
- brązowy,
- srebrny,
- złoty,
- duży brązowy (obowiązuje od 1 stycznia 2008),
- duży srebrny,
- duży złoty,
- za wytrwałość.